# Руки вверх
„Руки вверх!“ (в превод: „Горе ръцете!“) е руски поп дует, съставен от Сергей Жуков и Алексей Потехин. От 2008 г. Жуков се изявява самостоятелно, използвайки името на дуета.

## История
Дуетът възниква, когато радиоводещите Сергей Жуков и Алексей Потехин срещат продуцента Андрей Маликов. Първите им песни са „Студент“ и „Малыш“. Няколко месеца по-късно издават и първия си албум – „Дышите равномерно“. През 1999 албумът им „Сделай погромче“ става албум на годината, а песента „Крошка моя“ е избрана за руски радиохит. През 2003 г. групата печели наградата на Муз-ТВ за най-добър денс проект. Руки вверх печелят 5 пъти наградата „Златен грамофон“ (за песните „Крошка моя“ (1998), „Прости“ (1999), „18 мне уже“ (2001), „Он тебя целует“ (2002), „В омут твоих глаз“ (2003) и 4 пъти „Песен на годината“ (за песните „Крошка моя“ и „Прости“ (1999), „Алешка“ и „Думала“ (2000), „Доброй, нежной, ласковой“ и «Маленькие девочки" (2001) и „Он тебя целует“, „Уходи“ и „Омут“ (2002). През 2006 г. дуетът се разпада.
От 2008 г. Сергей Жуков продължава да използва името на групата, макар да пее самостоятелно. През 2012 г. излиза албумът „Открой мне дверь“, който е първият на групата от 7 години насам. Въпреки това, албумът не постига успеха на предишните хитове на дуета.
Руки вверх записват песента „Мой друг“ заедно с вратаря на руския национален отбор по футбол Игор Акинфеев, който е голям фен на дуета.

## Дискография
- 1997 – Дышите равномерно
- 1997 – Дышите равномерно (+ 4 новые песни)
- 1998 – Руки Вверх, Доктор Шлягер! (кавъри на Вячеслав Добринин)
- 1998 – Сделай погромче!
- 1998 – Сделай ещё громче!
- 1999 – Без тормозов
- 2000 – Здравствуй, это я
- 2001 – Не бойся, я с тобой
- 2001 – Маленькие девочки
- 2002 – Конец попсе, танцуют все
- 2003 – Мне с тобою хорошо
- 2004 – А девочкам так холодно
- 2005 – Fuc*in’ Rock’n’Roll
- 2012 – Открой мне дверь